# Hołubyczi
Hołubyczi (ukr. Голубичі) – wieś na Ukrainie, w obwodzie czernihowskim, w rejonie czernihowskim, w hromadzie Ripky. W 2001 liczyła 676 mieszkańców, spośród których 649 wskazało jako ojczysty język ukraiński, 24 rosyjski, 2 mołdawski, a 1 białoruski.  W 2023 liczyła 445 mieszkańców.